# Abdelkader Azil
Abdelkader Azil è un comune dell'Algeria, situato nella provincia di Batna.